# ISSF Junioren World Cup 2023
Der ISSF Junioren World Cup 2023, fand vom 1. bis 9. Juni 2023 in Suhl, Deutschland für die Disziplinen Gewehr, Pistole und Wurftauben statt.

## Ergebnisse

### Gewehr

#### Männer
| 10 m Luftgewehr | 10 m Luftgewehr | 10 m Luftgewehr  | 10 m Luftgewehr | 10 m Luftgewehr | 10 m Luftgewehr | 10 m Luftgewehr | 10 m Luftgewehr |
| Nr.             | Wettbewerb      | Gold             | Gold            | Silber          | Silber          | Bronze          | Bronze          |
| --------------- | --------------- | ---------------- | --------------- | --------------- | --------------- | --------------- | --------------- |
| 1               | Suhl            | Srikanth Dhanush | 249,4           | Pontus Kallin   | 248,1           | Romain Aufrere  | 227,1           |

| 10 m Luftgewehr, Team | 10 m Luftgewehr, Team | 10 m Luftgewehr, Team                                  | 10 m Luftgewehr, Team | 10 m Luftgewehr, Team                             | 10 m Luftgewehr, Team | 10 m Luftgewehr, Team                             | 10 m Luftgewehr, Team |
| Nr.                   | Wettbewerb            | Gold                                                   | Gold                  | Silber                                            | Silber                | Bronze                                            | Bronze                |
| --------------------- | --------------------- | ------------------------------------------------------ | --------------------- | ------------------------------------------------- | --------------------- | ------------------------------------------------- | --------------------- |
| 1                     | Suhl                  | SchwedenPontus Kallin Jesper Johansson Victor Lindgren | 1881,5                | IndienSrikanth Dhanush Abhinav Shaw Saalim Saalim | 1879,0                | SerbienAleksa Rakonjac Marko Ivanović Petar Erdei | 1875,9                |

| 50 m Dreistellungskampf | 50 m Dreistellungskampf | 50 m Dreistellungskampf | 50 m Dreistellungskampf | 50 m Dreistellungskampf | 50 m Dreistellungskampf | 50 m Dreistellungskampf       | 50 m Dreistellungskampf |
| Nr.                     | Wettbewerb              | Gold                    | Gold                    | Silber                  | Silber                  | Bronze                        | Bronze                  |
| ----------------------- | ----------------------- | ----------------------- | ----------------------- | ----------------------- | ----------------------- | ----------------------------- | ----------------------- |
| 1                       | Suhl                    | Romain Aufrere          | 458,0                   | Jesper Johansson        | 456,6                   | Marko Ivanović (Sportschütze) | 445,9                   |

| 50 m Dreistellungskampf, Team | 50 m Dreistellungskampf, Team | 50 m Dreistellungskampf, Team                                          | 50 m Dreistellungskampf, Team | 50 m Dreistellungskampf, Team                        | 50 m Dreistellungskampf, Team | 50 m Dreistellungskampf, Team                      | 50 m Dreistellungskampf, Team |
| Nr.                           | Wettbewerb                    | Gold                                                                   | Gold                          | Silber                                               | Silber                        | Bronze                                             | Bronze                        |
| ----------------------------- | ----------------------------- | ---------------------------------------------------------------------- | ----------------------------- | ---------------------------------------------------- | ----------------------------- | -------------------------------------------------- | ----------------------------- |
| 1                             | Suhl                          | NorwegenJens Olsrud Oestli Vebjoern Grimsrud Even Olai Enger Throndsen | 1745-73x                      | FrankreichRomain Aufrere Julien Gallot Nathan Bailly | 1735-85x                      | PolenMaciej Ogorek Wiktor Sajdak Michal Chojnowski | 1727-74x                      |

#### Frauen
| 10 m Luftgewehr | 10 m Luftgewehr | 10 m Luftgewehr | 10 m Luftgewehr | 10 m Luftgewehr | 10 m Luftgewehr | 10 m Luftgewehr | 10 m Luftgewehr |
| Nr.             | Wettbewerb      | Gold            | Gold            | Silber          | Silber          | Bronze          | Bronze          |
| --------------- | --------------- | --------------- | --------------- | --------------- | --------------- | --------------- | --------------- |
| 1               | Suhl            | Océanne Muller  | 250,2           | Nobata Misaki   | 249,7           | Kim Jieun       | 227,5           |

| 10 m Luftgewehr, Team | 10 m Luftgewehr, Team | 10 m Luftgewehr, Team                                   | 10 m Luftgewehr, Team | 10 m Luftgewehr, Team                                        | 10 m Luftgewehr, Team | 10 m Luftgewehr, Team                                        | 10 m Luftgewehr, Team |
| Nr.                   | Wettbewerb            | Gold                                                    | Gold                  | Silber                                                       | Silber                | Bronze                                                       | Bronze                |
| --------------------- | --------------------- | ------------------------------------------------------- | --------------------- | ------------------------------------------------------------ | --------------------- | ------------------------------------------------------------ | --------------------- |
| 1                     | Suhl                  | IndienGautami Bhanot Swati Chowdhury Sonam Uttam Maskar | 1883,5                | SerbienLjiljana Cvetković Natalija Pavlovic Emilija Ponjavic | 1880,3                | NorwegenPernille Nor-Woll Martine Sve Amanda Sofie Pettersen | 1877,2                |

| 50 m Dreistellungskampf | 50 m Dreistellungskampf | 50 m Dreistellungskampf | 50 m Dreistellungskampf | 50 m Dreistellungskampf | 50 m Dreistellungskampf | 50 m Dreistellungskampf | 50 m Dreistellungskampf |
| Nr.                     | Wettbewerb              | Gold                    | Gold                    | Silber                  | Silber                  | Bronze                  | Bronze                  |
| ----------------------- | ----------------------- | ----------------------- | ----------------------- | ----------------------- | ----------------------- | ----------------------- | ----------------------- |
| 1                       | Suhl                    | Emely Jaeggi            | 457,8                   | Pernille Nor-Woll       | 456,4                   | Nele Stark              | 445,5                   |

| 50 m Dreistellungskampf, Team | 50 m Dreistellungskampf, Team | 50 m Dreistellungskampf, Team                          | 50 m Dreistellungskampf, Team | 50 m Dreistellungskampf, Team                        | 50 m Dreistellungskampf, Team | 50 m Dreistellungskampf, Team                             | 50 m Dreistellungskampf, Team |
| Nr.                           | Wettbewerb                    | Gold                                                   | Gold                          | Silber                                               | Silber                        | Bronze                                                    | Bronze                        |
| ----------------------------- | ----------------------------- | ------------------------------------------------------ | ----------------------------- | ---------------------------------------------------- | ----------------------------- | --------------------------------------------------------- | ----------------------------- |
| 1                             | Suhl                          | DeutschlandHannah Wehren Anna Marie Beutler Nele Stark | 1761-93x                      | SchweizAudrey Gogniat Emely Jaeggi Vivien Joy Jaeggi | 1752-85x                      | TschechienBarbora Dubska Adéla Zrůstová Marie Oplustilova | 1741-74x                      |

#### Mixed
| 10 m Luftgewehr | 10 m Luftgewehr | 10 m Luftgewehr             | 10 m Luftgewehr | 10 m Luftgewehr               | 10 m Luftgewehr | 10 m Luftgewehr                      | 10 m Luftgewehr |
| Nr.             | Wettbewerb      | Gold                        | Gold            | Silber                        | Silber          | Bronze                               | Bronze          |
| --------------- | --------------- | --------------------------- | --------------- | ----------------------------- | --------------- | ------------------------------------ | --------------- |
| 1               | Suhl            | Gautami Bhanot Abhinav Shaw | 17              | Océanne Muller Romain Aufrere | 7               | Pernille Nor-Woll Jens Olsrud Oestli | 17 (13)         |

| 50 m liegend Kleinkaliber | 50 m liegend Kleinkaliber | 50 m liegend Kleinkaliber | 50 m liegend Kleinkaliber | 50 m liegend Kleinkaliber  | 50 m liegend Kleinkaliber | 50 m liegend Kleinkaliber            | 50 m liegend Kleinkaliber |
| Nr.                       | Wettbewerb                | Gold                      | Gold                      | Silber                     | Silber                    | Bronze                               | Bronze                    |
| ------------------------- | ------------------------- | ------------------------- | ------------------------- | -------------------------- | ------------------------- | ------------------------------------ | ------------------------- |
| 1                         | Suhl                      | Nele Stark Justus Ott     | 16                        | Hannah Wehren Leon Thieser | 6                         | Maja Magdalena Gawenda Maciej Ogorek | 16 (6)                    |

### Pistole

#### Männer
| 10 m Luftpistole | 10 m Luftpistole | 10 m Luftpistole | 10 m Luftpistole | 10 m Luftpistole | 10 m Luftpistole | 10 m Luftpistole  | 10 m Luftpistole |
| Nr.              | Wettbewerb       | Gold             | Gold             | Silber           | Silber           | Bronze            | Bronze           |
| ---------------- | ---------------- | ---------------- | ---------------- | ---------------- | ---------------- | ----------------- | ---------------- |
| 1                | Suhl             | Luca Arrighi     | 242,5            | Kim Kanghyun     | 240,3            | Mukhammad Kamalov | 220,0            |

| 10 m Luftpistole, Team | 10 m Luftpistole, Team | 10 m Luftpistole, Team                        | 10 m Luftpistole, Team | 10 m Luftpistole, Team                            | 10 m Luftpistole, Team | 10 m Luftpistole, Team                                     | 10 m Luftpistole, Team |
| Nr.                    | Wettbewerb             | Gold                                          | Gold                   | Silber                                            | Silber                 | Bronze                                                     | Bronze                 |
| ---------------------- | ---------------------- | --------------------------------------------- | ---------------------- | ------------------------------------------------- | ---------------------- | ---------------------------------------------------------- | ---------------------- |
| 1                      | Suhl                   | SüdkoreaKim Kanghyun Song Seungho Kim Dongbin | 1716-48x               | IndienAmit Sharma Abhinav Choudhary Shubham Bisla | 1715-50x               | ItalienLuca Arrighi Liang Xi Savorani Matteo Mastrovalerio | 1708-43x               |

| 25 m Schnellfeuerpistole | 25 m Schnellfeuerpistole | 25 m Schnellfeuerpistole | 25 m Schnellfeuerpistole | 25 m Schnellfeuerpistole | 25 m Schnellfeuerpistole | 25 m Schnellfeuerpistole     | 25 m Schnellfeuerpistole |
| Nr.                      | Wettbewerb               | Gold                     | Gold                     | Silber                   | Silber                   | Bronze                       | Bronze                   |
| ------------------------ | ------------------------ | ------------------------ | ------------------------ | ------------------------ | ------------------------ | ---------------------------- | ------------------------ |
| 1                        | Suhl                     | Yan Chesnel              | 27                       | Sameer Sameer            | 26                       | Mahesh Pasupathy Anandakumar | 29 (17)                  |

| 25 m Schnellfeuerpistole, Team | 25 m Schnellfeuerpistole, Team | 25 m Schnellfeuerpistole, Team                  | 25 m Schnellfeuerpistole, Team | 25 m Schnellfeuerpistole, Team                         | 25 m Schnellfeuerpistole, Team | 25 m Schnellfeuerpistole, Team                  | 25 m Schnellfeuerpistole, Team |
| Nr.                            | Wettbewerb                     | Gold                                            | Gold                           | Silber                                                 | Silber                         | Bronze                                          | Bronze                         |
| ------------------------------ | ------------------------------ | ----------------------------------------------- | ------------------------------ | ------------------------------------------------------ | ------------------------------ | ----------------------------------------------- | ------------------------------ |
| 1                              | Suhl                           | SüdkoreaLee Seung-hoon Hong Sukjin Jung Yunjong | 1728-46x                       | IndienRajkanwar Singh Sandhu Sameer Sameer Jatin Jatin | 1722-37x                       | FrankreichYan Chesnel Romain Zunino Theo Moczko | 1712-49x                       |

| 25 m Sportpistole | 25 m Sportpistole | 25 m Sportpistole | 25 m Sportpistole | 25 m Sportpistole | 25 m Sportpistole | 25 m Sportpistole      | 25 m Sportpistole |
| Nr.               | Wettbewerb        | Gold              | Gold              | Silber            | Silber            | Bronze                 | Bronze            |
| ----------------- | ----------------- | ----------------- | ----------------- | ----------------- | ----------------- | ---------------------- | ----------------- |
| 1                 | Suhl              | Singh Amanpreet   | 586               | JUNG Yunjong Jung | 585               | Wiktor Lukasz Kopiwoda | 580               |

| 50 m Freie Pistole | 50 m Freie Pistole | 50 m Freie Pistole   | 50 m Freie Pistole | 50 m Freie Pistole | 50 m Freie Pistole | 50 m Freie Pistole  | 50 m Freie Pistole |
| Nr.                | Wettbewerb         | Gold                 | Gold               | Silber             | Silber             | Bronze              | Bronze             |
| ------------------ | ------------------ | -------------------- | ------------------ | ------------------ | ------------------ | ------------------- | ------------------ |
| 1                  | Suhl               | Matteo Mastrovalerio | 227,9              | Song Seungho       | 220,7              | Stanislaw Kozlowski | 201,4              |

#### Frauen
| 10 m Luftpistole | 10 m Luftpistole | 10 m Luftpistole | 10 m Luftpistole | 10 m Luftpistole | 10 m Luftpistole | 10 m Luftpistole | 10 m Luftpistole |
| Nr.              | Wettbewerb       | Gold             | Gold             | Silber           | Silber           | Bronze           | Bronze           |
| ---------------- | ---------------- | ---------------- | ---------------- | ---------------- | ---------------- | ---------------- | ---------------- |
| 1                | Suhl             | Sainyam Sainyam  | 238,0            | Kim Minseo       | 236,0            | Liu Heng Yu      | 216,9            |

| 10 m Luftpistole, Team | 10 m Luftpistole, Team | 10 m Luftpistole, Team                | 10 m Luftpistole, Team | 10 m Luftpistole, Team                             | 10 m Luftpistole, Team | 10 m Luftpistole, Team                                | 10 m Luftpistole, Team |
| Nr.                    | Wettbewerb             | Gold                                  | Gold                   | Silber                                             | Silber                 | Bronze                                                | Bronze                 |
| ---------------------- | ---------------------- | ------------------------------------- | ---------------------- | -------------------------------------------------- | ---------------------- | ----------------------------------------------------- | ---------------------- |
| 1                      | Suhl                   | SüdkoreaKim Minseo Kim Juri Oh Ye Jin | 1706-43x               | IndienSainyam Sainyam Suruchi Singh Urva Chaudhary | 1702-43x               | Chinesisch TaipehLiu Heng Yu Chen Cing-Yan Chen Yu-Ju | 1699-42x               |

| 25 m Sportpistole | 25 m Sportpistole | 25 m Sportpistole | 25 m Sportpistole | 25 m Sportpistole | 25 m Sportpistole | 25 m Sportpistole | 25 m Sportpistole |
| Nr.               | Wettbewerb        | Gold              | Gold              | Silber            | Silber            | Bronze            | Bronze            |
| ----------------- | ----------------- | ----------------- | ----------------- | ----------------- | ----------------- | ----------------- | ----------------- |
| 1                 | Suhl              | Kim Minseo        | 28 Shoot off: 3   | Sun Chien Chu     | 28 Shoot off: 2   | Cristina Magnani  | 25                |

| 25 m Sportpistole, Team | 25 m Sportpistole, Team | 25 m Sportpistole, Team                                        | 25 m Sportpistole, Team | 25 m Sportpistole, Team                                   | 25 m Sportpistole, Team | 25 m Sportpistole, Team                          | 25 m Sportpistole, Team |
| Nr.                     | Wettbewerb              | Gold                                                           | Gold                    | Silber                                                    | Silber                  | Bronze                                           | Bronze                  |
| ----------------------- | ----------------------- | -------------------------------------------------------------- | ----------------------- | --------------------------------------------------------- | ----------------------- | ------------------------------------------------ | ----------------------- |
| 1                       | Suhl                    | IndienMegana Sadula Payal Kuldeep Khatri Simranpreet Kaur Brar | 1719-51x                | TschechienAnna Miřejovská Klara Tichackova Alzbeta Dedova | 1690-34x                | DeutschlandMaxi Vogt Lydia Vetter Johanna Blenck | 1679-30x                |

#### Mixed
| 10 m Luftpistole | 10 m Luftpistole | 10 m Luftpistole      | 10 m Luftpistole | 10 m Luftpistole                  | 10 m Luftpistole | 10 m Luftpistole            | 10 m Luftpistole |
| Nr.              | Wettbewerb       | Gold                  | Gold             | Silber                            | Silber           | Bronze                      | Bronze           |
| ---------------- | ---------------- | --------------------- | ---------------- | --------------------------------- | ---------------- | --------------------------- | ---------------- |
| 1                | Suhl             | Kim Juri Kim Kanghyun | 16               | Sainyam Sainyam Abhinav Choudhary | 12               | Suruchi Singh Shubham Bisla | 16 (14)          |

| 25 m Sportpistole | 25 m Sportpistole | 25 m Sportpistole      | 25 m Sportpistole | 25 m Sportpistole         | 25 m Sportpistole | 25 m Sportpistole                              | 25 m Sportpistole |
| Nr.               | Wettbewerb        | Gold                   | Gold              | Silber                    | Silber            | Bronze                                         | Bronze            |
| ----------------- | ----------------- | ---------------------- | ----------------- | ------------------------- | ----------------- | ---------------------------------------------- | ----------------- |
| 1                 | Suhl              | Kim Minseo Hong Sukjin | 536               | Jeon Soojin Lee Seunghoon | 535               | Emilia Charlotte Faulkner Toby Edward Aberdeen | 419               |

### Wurftauben

#### Männer
| Trap | Trap       | Trap                   | Trap | Trap                        | Trap   | Trap                           | Trap   |
| Nr.  | Wettbewerb | Gold                   | Gold | Silber                      | Silber | Bronze                         | Bronze |
| ---- | ---------- | ---------------------- | ---- | --------------------------- | ------ | ------------------------------ | ------ |
| 1    | Suhl       | Matthew Christian Kutz | 47   | Daniel Fernández de Vicente | 42     | Francesco-Alessandro Tiganescu | 34     |

| Trap, Team | Trap, Team | Trap, Team                                                           | Trap, Team | Trap, Team                                                  | Trap, Team | Trap, Team                                                                    | Trap, Team |
| Nr.        | Wettbewerb | Gold                                                                 | Gold       | Silber                                                      | Silber     | Bronze                                                                        | Bronze     |
| ---------- | ---------- | -------------------------------------------------------------------- | ---------- | ----------------------------------------------------------- | ---------- | ----------------------------------------------------------------------------- | ---------- |
| 1          | Suhl       | SpanienAndrés García Daniel Fernández de Vicente Juan Antonio Garcia | 348        | ItalienGianmarco Barletta Matteo Dambrosi Riccardo Mirabile | 346        | Vereinigte StaatenMatthew Christian Kutz William Browning Caleb Austin Cutler | 338        |

| Skeet | Skeet      | Skeet                         | Skeet | Skeet               | Skeet  | Skeet            | Skeet  |
| Nr.   | Wettbewerb | Gold                          | Gold  | Silber              | Silber | Bronze           | Bronze |
| ----- | ---------- | ----------------------------- | ----- | ------------------- | ------ | ---------------- | ------ |
| 1     | Suhl       | KELLER Benjamin Joseph Keller | 55    | Jordan Douglas Sapp | 53     | Cristian Giudici | 41     |

| Skeet, Team | Skeet, Team | Skeet, Team                                                                       | Skeet, Team | Skeet, Team                                        | Skeet, Team | Skeet, Team                                                      | Skeet, Team |
| Nr.         | Wettbewerb  | Gold                                                                              | Gold        | Silber                                             | Silber      | Bronze                                                           | Bronze      |
| ----------- | ----------- | --------------------------------------------------------------------------------- | ----------- | -------------------------------------------------- | ----------- | ---------------------------------------------------------------- | ----------- |
| 1           | Suhl        | Vereinigte StaatenJordan Douglas Sapp KELLER Benjamin Joseph Keller Joshua Corbin | 358         | TschechienMartin Vcelicka Bohumil Vobr Adam Vesely | 348         | LettlandRaiens Lukass Kukutis Lauris Peteris Vejs Roberts Kenins | 345         |

#### Frauen
| Trap | Trap       | Trap                 | Trap            | Trap                 | Trap            | Trap            | Trap   |
| Nr.  | Wettbewerb | Gold                 | Gold            | Silber               | Silber          | Bronze          | Bronze |
| ---- | ---------- | -------------------- | --------------- | -------------------- | --------------- | --------------- | ------ |
| 1    | Suhl       | Ryann Paige Phillips | 41 Shoot off: 2 | Carey Jeana Garrison | 41 Shoot off: 1 | Zina Hrdličková | 31     |

| Trap, Team | Trap, Team | Trap, Team                                       | Trap, Team | Trap, Team                                                                             | Trap, Team | Trap, Team                                               | Trap, Team |
| Nr.        | Wettbewerb | Gold                                             | Gold       | Silber                                                                                 | Silber     | Bronze                                                   | Bronze     |
| ---------- | ---------- | ------------------------------------------------ | ---------- | -------------------------------------------------------------------------------------- | ---------- | -------------------------------------------------------- | ---------- |
| 1          | Suhl       | ItalienElena Navelli Sofia Littame Marika Patera | 340        | Vereinigte StaatenCarey Jeana Garrison Ryann Paige Phillips Kaleigh Christine Castillo | 336        | TschechienZina Hrdličková Lea Kučerová Martina Matějková | 329        |

| Skeet | Skeet      | Skeet               | Skeet | Skeet                    | Skeet  | Skeet             | Skeet  |
| Nr.   | Wettbewerb | Gold                | Gold  | Silber                   | Silber | Bronze            | Bronze |
| ----- | ---------- | ------------------- | ----- | ------------------------ | ------ | ----------------- | ------ |
| 1     | Suhl       | Alishia Fayth Layne | 55    | Madeleine Zarina Russell | 51     | Miroslava Hocková | 41     |

| Skeet, Team | Skeet, Team | Skeet, Team                                          | Skeet, Team | Skeet, Team                                                               | Skeet, Team | Skeet, Team                                               | Skeet, Team |
| Nr.         | Wettbewerb  | Gold                                                 | Gold        | Silber                                                                    | Silber      | Bronze                                                    | Bronze      |
| ----------- | ----------- | ---------------------------------------------------- | ----------- | ------------------------------------------------------------------------- | ----------- | --------------------------------------------------------- | ----------- |
| 1           | Suhl        | ItalienDamiana Paolacci Viola Picciolli Sara Bongini | 337         | Vereinigte StaatenAlishia Fayth Layne Jessi Griffin Madeline Helen Corbin | 332         | SlowakeiMiroslava Hocková Adela Supeková Adriána Zajíčkov | 323         |

#### Mixed
| Skeet | Skeet      | Skeet                       | Skeet | Skeet                                | Skeet  | Skeet                             | Skeet       |
| Nr.   | Wettbewerb | Gold                        | Gold  | Silber                               | Silber | Bronze                            | Bronze      |
| ----- | ---------- | --------------------------- | ----- | ------------------------------------ | ------ | --------------------------------- | ----------- |
| 1     | Suhl       | Marco Coco Damiana Paolacci | 39    | Benjamin Joseph Keller Jessi Griffin | 36     | Harmehar Singh Lally Sanjana Sood | 37+3 (37+2) |

## Medaillenspiegel
| Platz  | Land                   | Gold | Silber | Bronze | Gesamt |
| ------ | ---------------------- | ---- | ------ | ------ | ------ |
| 01     | Indien                 | 6    | 6      | 3      | 15     |
| 02     | Südkorea               | 6    | 5      | 1      | 12     |
| 03     | Vereinigte Staaten     | 5    | 5      | 1      | 11     |
| 04     | Italien                | 5    | 1      | 3      | 9      |
| 05     | Frankreich             | 3    | 2      | 2      | 7      |
| 06     | Deutschland            | 2    | 1      | 2      | 5      |
| 07     | Schweden               | 1    | 2      | —      | 3      |
| 08     | Norwegen               | 1    | 1      | 2      | 4      |
| 09     | Spanien                | 1    | 1      | —      | 2      |
| 09     | Schweiz                | 1    | 1      | —      | 2      |
| 11     | Tschechien             | —    | 2      | 3      | 5      |
| 12     | Serbien                | —    | 1      | 2      | 3      |
| 12     | Chinesisch Taipeh      | —    | 1      | 2      | 3      |
| 14     | Vereinigtes Königreich | —    | 1      | 1      | 2      |
| 15     | Japan                  | —    | 1      | —      | 1      |
| 16     | Polen                  | —    | —      | 4      | 4      |
| 17     | Slowakei               | —    | —      | 2      | 2      |
| 18     | Tschechien             | —    | —      | 1      | 1      |
| 18     | Rumänien               | —    | —      | 1      | 1      |
| 18     | Usbekistan             | —    | —      | 1      | 1      |
| Gesamt | Gesamt                 | 31   | 31     | 31     | 93     |